# Canny-sur-Matz
Pour les articles homonymes, voir Canny (homonymie) et Matz (homonymie).
Canny-sur-Matz [kani syʁ ma] est une commune française située dans le département de l'Oise en région Hauts-de-France.

## Géographie

### Description
Canny-sur-Matz est un village périurbain picard du Noyonnais dans l'Oise, limitrophe du département de la Somme, jouxtant à l'ouest l'ancien chef-lieu de canton Lassigny, situé à 15 km à  l(ouest de Noyon, 20 km au nord de Compiègne, 54 km au nord-est de Beauvais, 45 km au sud-est d'Amiens et 45 km au sud-ouest de Saint-Quentin.
Traversé par la route nationale 38, le territoire communal est aisément acessinlme depuis l'autoroute A1.
La commune est située à 81 m d'altitude moyenne.
Au milieu du XIXe siècle, Louis Graves décrivait le territoire communal comme constitué d'une « plaine au milieu de laquelle le chef-lieu est bâti. Le Matz a sa source près de l' [ancienne] église [détruite pendant la Première Guerre mondiale] qu'il sépare du reste du village. Les maisons forment une rue principale sur l'ancienne route de Flandre ».

### Hydrographie

#### Réseau hydrographique
La commune est située dans le bassin Seine-Normandie. Elle est drainée par le Matz et le ruisseau des Royots,,.
Le Matz, d'une longueur de 25 km, prend sa source dans la commune  et se jette  dans l'Oise à Montmacq, après avoir traversé 17 communes.

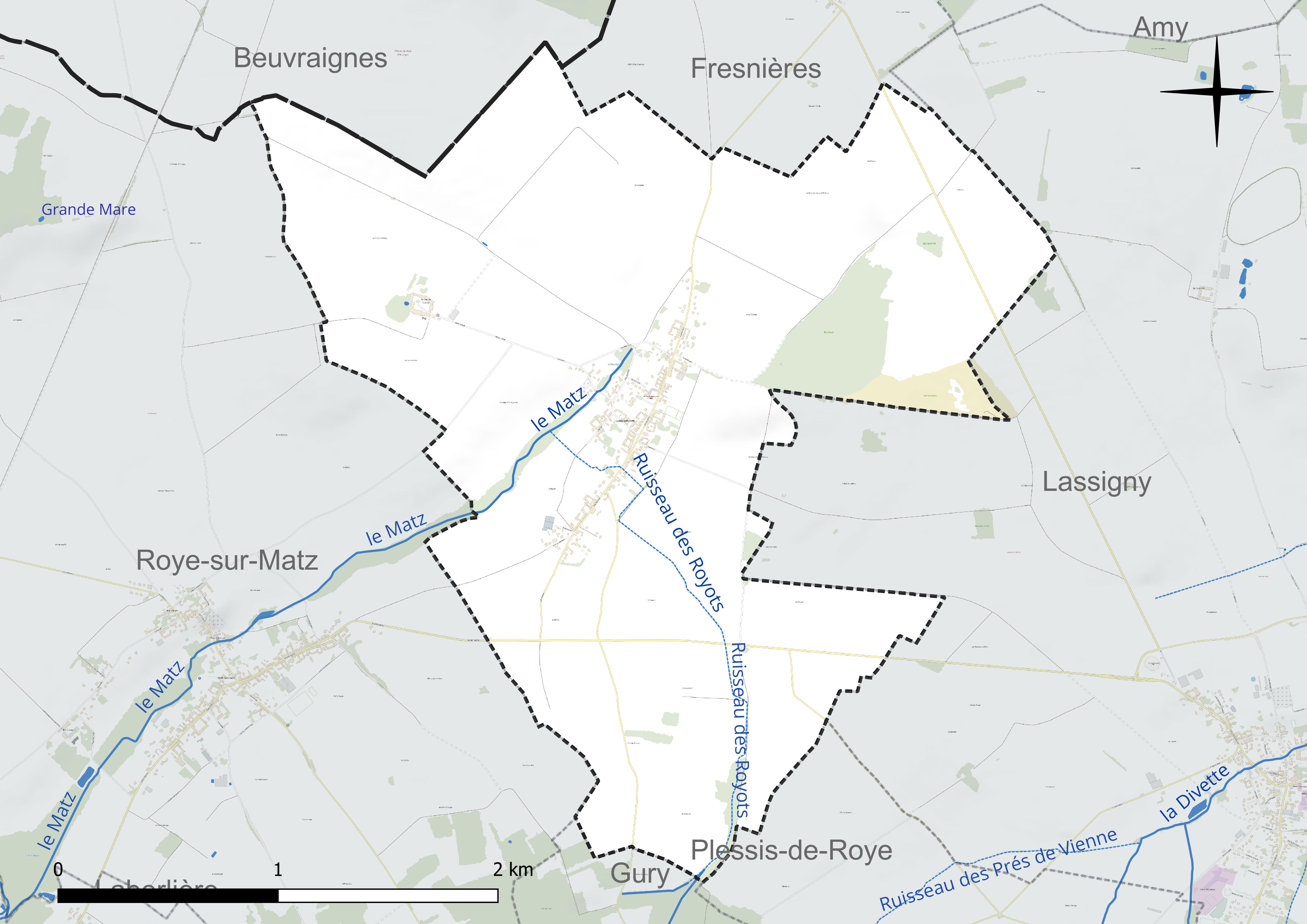
Réseau hydrographique de Canny-sur-Matz.

#### Gestion et qualité des eaux
Le territoire communal est couvert par le schéma d'aménagement et de gestion des eaux (SAGE) « Sensée ». Ce document de planification concerne un territoire de 1 013 km2 de superficie, délimité par le bassin versant de l'Oise moyenne. Le périmètre a été arrêté le 24 avril 2017 et le SAGE est, en 2024, encore en élaboration. La structure porteuse de l'élaboration et de la mise en œuvre est le syndicat mixte du SAGE Oise-Moyenne (SMOM).
La qualité des cours d'eau peut être consultée sur un site dédié géré par les agences de l'eau et l'Agence française pour la biodiversité.

### Climat
Pour des articles plus généraux, voir Climat des Hauts-de-France et Climat de l'Oise.
En 2010, le climat de la commune est de type climat océanique dégradé des plaines du Centre et du Nord, selon une étude du CNRS s'appuyant sur une série de données couvrant la période 1971-2000. En 2020, Météo-France publie une typologie des climats de la France métropolitaine dans laquelle la commune est exposée à un climat océanique et est dans la région climatique Nord-est du bassin Parisien, caractérisée par un ensoleillement médiocre, une pluviométrie moyenne régulièrement répartie au cours de l'année et un hiver froid (3 °C).
Pour la période 1971-2000, la température annuelle moyenne est de 10,5 °C, avec une amplitude thermique annuelle de 14,8 °C. Le cumul annuel moyen de précipitations est de 691 mm, avec 11,2 jours de précipitations en janvier et 8,5 jours en juillet. Pour la période 1991-2020, la température moyenne annuelle observée sur la station météorologique la plus proche, située sur la commune de Godenvillers à 18 km à vol d'oiseau, est de 11,1 °C et le cumul annuel moyen de précipitations est de 701,9 mm,. Pour l'avenir, les paramètres climatiques de la commune estimés pour 2050 selon différents scénarios d'émission de gaz à effet de serre sont consultables sur un site dédié publié par Météo-France en novembre 2022.

## Urbanisme

### Typologie
Au 1er janvier 2024, Canny-sur-Matz est catégorisée commune rurale à habitat dispersé, selon la nouvelle grille communale de densité à sept niveaux définie par l'Insee en 2022.
Elle est située hors unité urbaine. Par ailleurs la commune fait partie de l'aire d'attraction de Compiègne, dont elle est une commune de la couronne,. Cette aire, qui regroupe 101 communes, est catégorisée dans les aires de 50 000 à moins de 200 000 habitants,.

### Occupation des sols
L'occupation des sols de la commune, telle qu'elle ressort de la base de données européenne d'occupation biophysique des sols Corine Land Cover (CLC), est marquée par l'importance des territoires agricoles (88,9 % en 2018), en diminution par rapport à 1990 (91,2 %). La répartition détaillée en 2018 est la suivante : 
terres arables (88,9 %), zones urbanisées (6,1 %), forêts (5 %). L'évolution de l'occupation des sols de la commune et de ses infrastructures peut être observée sur les différentes représentations cartographiques du territoire : la carte de Cassini (XVIIIe siècle), la carte d'état-major (1820-1866) et les cartes ou photos aériennes de l'IGN pour la période actuelle (1950 à aujourd'hui).

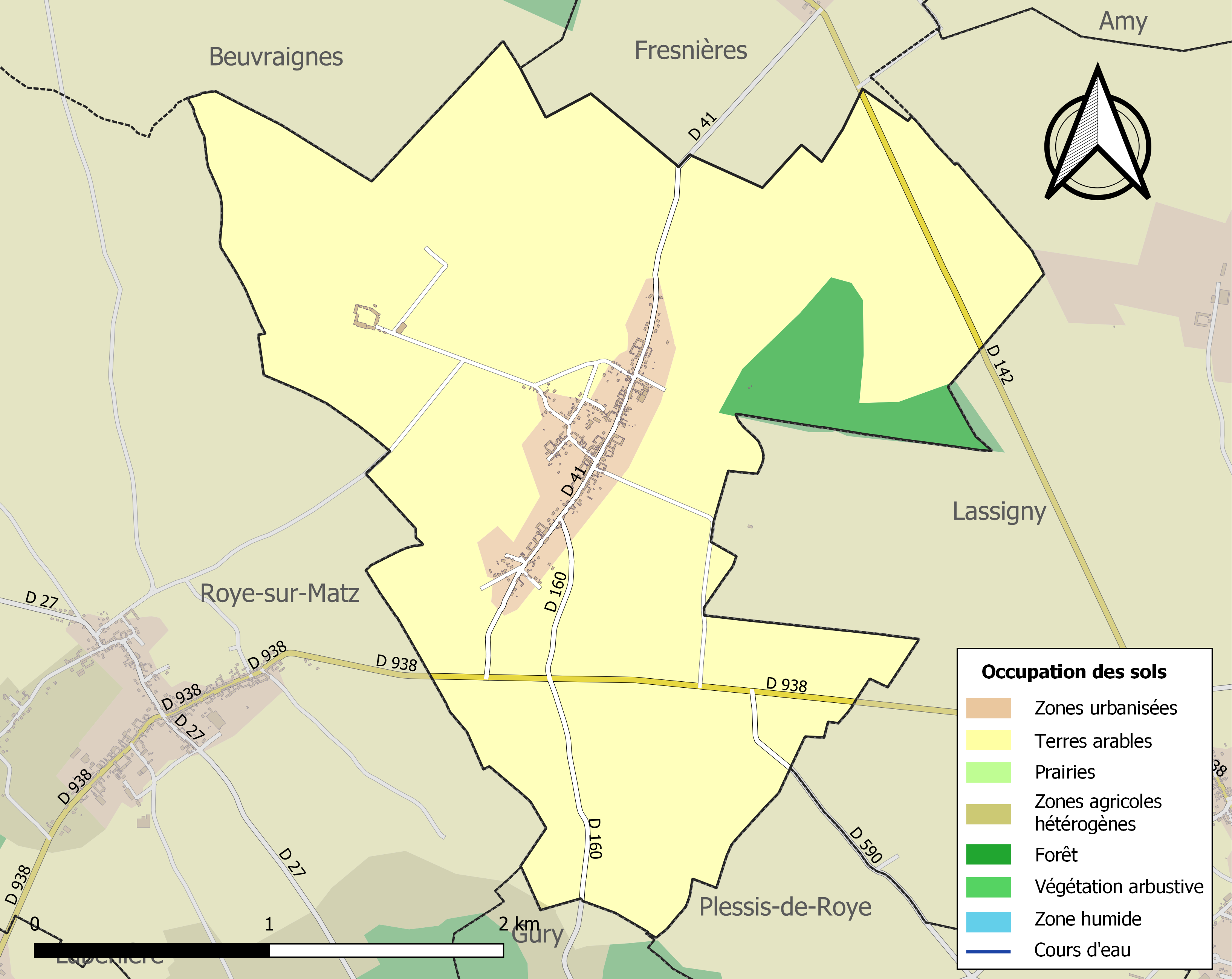
Carte des infrastructures et de l'occupation des sols de la commune en 2018 (CLC).

### Habitat et logement
En 2018, le nombre total de logements dans la commune était de 171, alors qu'il était de 164 en 2013 et de 157 en 2008.
Parmi ces logements, 86,6 % étaient des résidences principales, 4,9 % des résidences secondaires et 8,5 % des logements vacants. Ces logements étaient pour 97,1 % d'entre eux des maisons individuelles et pour 2,9 % des appartements.
Le tableau ci-dessous présente la typologie des logements à Canny-sur-Matz en 2018 en comparaison avec celle de l'Oise et de la France entière. Une caractéristique marquante du parc de logements est ainsi une proportion de résidences secondaires et logements occasionnels (4,9 %) supérieure à celle du département (2,5 %) et à celle de la France entière (9,7 %). Concernant le statut d'occupation de ces logements, 88,1 % des habitants de la commune sont propriétaires de leur logement (89,7 % en 2013), contre 61,4 % pour l'Oise et 57,5 pour la France entière.
| Typologie                                               | Canny-sur-Matz | Oise | France entière |
| ------------------------------------------------------- | -------------- | ---- | -------------- |
| Résidences principales (en %)                           | 86,6           | 90,4 | 82,1           |
| Résidences secondaires et logements occasionnels (en %) | 4,9            | 2,5  | 9,7            |
| Logements vacants (en %)                                | 8,5            | 7,1  | 8,2            |

### Voies de communication et transports
La commune est desservie, en 2023, par les lignes 655, 674, 6303, 6307 et 6334 du réseau interurbain de l'Oise.

## Toponymie
La localité a été dénommée Cauni, Canni-Varesnes, Canni, Cauny (Cautium, Cannisium, Cannetum, Caniacum).
Le nom de Canny provient du latin canna, « roseau » et de la rivière du Matz.

## Histoire
Louis Graves indiquait en 1850 que « la ferme de Canny forme un écart à l'est du Matz. C'est le reste d'un ancien château fortifié d'épaisses murailles et de larges fossés, qui a été détruit sous le règne de Louis XIII. Le
domaine appartint aux seigneurs de Monchy-Humières, ensuite à M. de Barbanson, chancelier du tems d'Henri IV, et à ses descendans qui l'ont conservé jusqu'en 1790. Les mêmes possédaient
aussi la terre de Varesnes près Noyon, d'où est venu le double nom imposé à celle-ci. Le château avait une chapelle dépendant comme la cure de l'abbé Saint-Corneille de Compiègne  ».
Une communauté de protestants existait à Canny, puisque le seigneur du lieu, Louis de Bourbon, Prince de Condé, donne des instructions au lieutenant-général de Roye pour l'inviter à prendre les mesures nécessaires, afin que les protestants de Canny et de Roye sur-le-Malz pussent librement se livrer à leur religion. Dépensant des sommes importantes pour aider ses coreligionnaires, sa fortune s'en ressentit et il doit vendre le domaine.
Sous l'Ancien Régime, Canny-sur-Matz  faisait partie de l'élection de Montdidier, du bailliage et du grenier à sel de Roye. Il comptait trente-deux
feux en 1469.
En 1850, l'école, insalubre, avait été fermée. Un moulin à vent =fonctionnait sur le territoire communal.
Canny-sur-Matz a disposé de 1895 à 1955 d'une gare sur la ligne de chemin de fer secondaire à voie métrique Noyon - Guiscard - Lassigny du réseau des chemins de fer départementaux de l'Oise. Cette ligne a été construite  par la compagnie des Chemins de fer de Milly à Formerie et de Noyon à Guiscard et à Lassigny.
Avant la Première Guerre mondiale, le centre du village (école, église) se trouvait le long du Matz et du jeu d'arc.

### Première Guerre mondiale

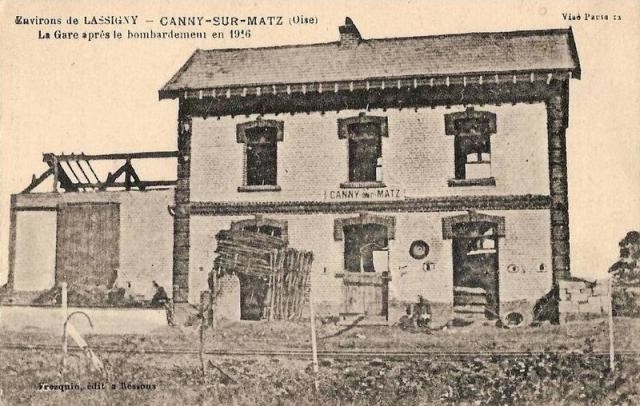
Carte postale de la gare détruite par la guerre, vers 1920.`

Canny-sur-Matz est envihai par l'armée dès le début de la guerre, le 30 août 1914, et est un enjeu militaire de premier plan lors de la Course à la mer après la Bataille de la Marne. Entre le 12 septembre et le 15 octobre, la commune est l'objet de combats incessants qui mènont à la fixation du front au nord du village. Cette occupation cesse après l'Opération Alberich de l'hiver 1917, et les civils évacués vers l'arrière peuvent retrouver le village en ruines.
Lors de l'Offensive du Printemps 1918, Canny-sur-Matz est à nouveau le lieu de combats, notamment les 9 et 10 juin lors de la Bataille du Matz, puis les 10 et 11 août avec la reconquête française.
Le village est définitivement  libéré le 12 août 1918. Il est considéré comme détruit à la fin de la guerre, et a  été décoré de la Croix de guerre 1914-1918, le 15 février 2021.
En 1924, une délibération de la commune signale qu'il y a alors deux mares dans le village.

## Politique et administration

### Rattachements administratifs et électoraux

#### Rattachements administratifs
La commune se trouve depuis 1926 dans l'arrondissement de Compiègne du département de l'Oise.
Elle faisait partie depuis 1802 du canton de Lassigny. Dans le cadre du redécoupage cantonal de 2014 en France, cette circonscription administrative territoriale a disparu, et le canton n'est plus qu'une circonscription électorale.

#### Rattachements électoraux
Pour les élections départementales, la commune fait partie depuis 2014 du canton de Thourotte
Pour l'élection des députés, elle fait partie de la sixième circonscription de l'Oise.

### Intercommunalité
Canny-sur-Matz est membre de la communauté de communes du Pays des Sources, un établissement public de coopération intercommunale (EPCI) à fiscalité propre créé en 1997 et auquel la commune a transféré un certain nombre de ses compétences, dans les conditions déterminées par le code général des collectivités territoriales.

### Liste des maires
| Période                                  | Période                       | Identité             | Étiquette | Qualité                        |
| ---------------------------------------- | ----------------------------- | -------------------- | --------- | ------------------------------ |
| Les données manquantes sont à compléter. |                               |                      |           |                                |
|                                          |                               | Georges Delavenne    |           |                                |
|                                          |                               | Maurice Harlez       |           |                                |
| Les données manquantes sont à compléter. |                               |                      |           |                                |
| mars 1983                                | 2014                          | Michel Landron       |           |                                |
| 2014                                     | En cours (au 2 décembre 2020) | Philippe Delachambre |           | Réélu pour le mandat 2020-2026 |

## Population et société

### Démographie

#### Évolution démographique
L'évolution du nombre d'habitants est connue à travers les recensements de la population effectués dans la commune depuis 1793. Pour les communes de moins de 10 000 habitants, une enquête de recensement portant sur toute la population est réalisée tous les cinq ans, les populations de référence des années intermédiaires étant quant à elles estimées par interpolation ou extrapolation. Pour la commune, le premier recensement exhaustif entrant dans le cadre du nouveau dispositif a été réalisé en 2005.

En 2022, la commune comptait 411 habitants, en évolution de +5,12 % par rapport à 2016 (Oise : +0,87 %, France hors Mayotte : +2,11 %).
| 1793 | 1800 | 1806 | 1821 | 1831 | 1836 | 1841 | 1846 | 1851 |
| ---- | ---- | ---- | ---- | ---- | ---- | ---- | ---- | ---- |
| 268  | 285  | 322  | 341  | 357  | 340  | 360  | 362  | 367  |

| 1856 | 1861 | 1866 | 1872 | 1876 | 1881 | 1886 | 1891 | 1896 |
| ---- | ---- | ---- | ---- | ---- | ---- | ---- | ---- | ---- |
| 350  | 353  | 373  | 353  | 367  | 353  | 354  | 364  | 375  |

| 1901 | 1906 | 1911 | 1921 | 1926 | 1931 | 1936 | 1946 | 1954 |
| ---- | ---- | ---- | ---- | ---- | ---- | ---- | ---- | ---- |
| 388  | 395  | 400  | 270  | 266  | 257  | 278  | 278  | 268  |

| 1962 | 1968 | 1975 | 1982 | 1990 | 1999 | 2005 | 2006 | 2010 |
| ---- | ---- | ---- | ---- | ---- | ---- | ---- | ---- | ---- |
| 287  | 253  | 225  | 243  | 259  | 270  | 325  | 333  | 361  |

| 2015 | 2020 | 2022 | - | - | - | - | - | - |
| ---- | ---- | ---- | - | - | - | - | - | - |
| 384  | 403  | 411  | - | - | - | - | - | - |

#### Pyramide des âges
La population de la commune est relativement jeune.
En 2018, le taux de personnes d'un âge inférieur à 30 ans s'élève à 39,5 %, soit au-dessus de la moyenne départementale (37,3 %). À l'inverse, le taux de personnes d'âge supérieur à 60 ans est de 19,6 % la même année, alors qu'il est de 22,8 % au niveau départemental.
En 2018, la commune comptait 198 hommes pour 198 femmes, soit un taux de 50 % de femmes, légèrement inférieur au taux départemental (51,11 %).
Les pyramides des âges de la commune et du département s'établissent comme suit.
| Hommes | Classe d’âge | Femmes |
| ------ | ------------ | ------ |
| 0,0    | 90 ou +      | 0,0    |
| 3,5    | 75-89 ans    | 6,9    |
| 16,4   | 60-74 ans    | 12,4   |
| 16,9   | 45-59 ans    | 20,3   |
| 23,4   | 30-44 ans    | 21,3   |
| 14,4   | 15-29 ans    | 14,4   |
| 25,4   | 0-14 ans     | 24,8   |

| Hommes | Classe d’âge | Femmes |
| ------ | ------------ | ------ |
| 0,5    | 90 ou +      | 1,4    |
| 5,5    | 75-89 ans    | 7,6    |
| 15,6   | 60-74 ans    | 16,3   |
| 20,8   | 45-59 ans    | 20     |
| 19,4   | 30-44 ans    | 19,4   |
| 17,6   | 15-29 ans    | 16,2   |
| 20,6   | 0-14 ans     | 19,1   |

## Culture locale et patrimoine

### Lieux et monuments
- Église Saint-Michel, reconstruite en 1926  sur les plans de A. Montant, à un emplacement différent de celle détruite durant la Première Guerre mondiale. C'est un édifice de style néo-roman bâti principalement en briques, avec damier de briques et pierre en façade.

L'église comprend une chaire de style art déco et des vitraux de diverses époques réalisés par les maîtres verrier Avenel (années 1930), Flachat (1960) et Pasquier (1961).
- Ancien château. La motte artificielle est située à 700 mètres à l'ouest de l'église. Elle se présente sous la forme d'une plateforme quadrangulaire ceinte d'un double fossé. Un souterrain débouche dans le fossé intérieur du castellum[34].
- Monument aux morts de la Première Guerre mondiale dans le bois triangulaire.
- Monument commémoratif de la bataille du Matz - 1914-1918 - A leur Mémoire - R.I.C.M. - 4e, 5e et 9e Cuirassiers - 56e bataillon de Chasseurs de Driant - 98e R.I., situé le long de la route départementale RD 938 et inauguré en 2004.
- Stèle commémorative de la bataille du Matz, en bordure du Bois de Verlot, en mémoire du Sergent Rivière et de ses camarades du 16e Régiment d'Infanterie – Juin 1918[35].
- Jeux d'arc (toujours en activité).

### Personnalités liées à la commune
Au Moyen Âge, le premier seigneur de Canny connu est Herman de Canny, il vit avant 1110. Son fils Raoul prendra le nom de « le Flamenc », nom que porteront tous ses descendants, il est seigneur de Canny, Varenne, Carempuy, Champion, Beauvoir, etc. En 1227, son petit-fils prénommé Raoul III quitte le parti de Flandre pour celui du roi de France et participe à la victoire de Bouvines. Il participe aussi au tournoi de Compiègne en 1238 où l'on a la description de son premier blason : « d'or à dix macles de gueules placées 3, 3, 3, 1 au lambel à 5 pendants d'azur », cette brisure disparaîtra plus tard où les macles seront changées en losanges. Raoul V est maréchal de France en 1285, participe à la 5e croisade avec Saint Louis. Raoul VI est tué à la bataille des éperons d'or à Courtrai en 1302. Le dernier descendant mâle est Aubert, seigneur de Canny-sur-Matz, conseiller et chambellan de Charles VI, capitaine de Noyon, qui épouse Mariette d'Enghien en 1389 : elle devint la maîtresse de Louis Ier d'Orléans, frère du roi, et donne naissance à Jean bâtard d'Orléans plus connu sous le nom Jean de Dunois. La fille de Mariette et d'Aubert, Jeanne Le Flamenc, † 1470, transmit le titre de Canny aux Barbançon en épousant en 1426 Jean III de Barbançon de Jeumont, fils de Jean II de Barbançon : parents de Christophe et de Jacques de Barbançon[réf. nécessaire].

### Héraldique
| Blason de Canny-sur-Matz | Blason  | D'azur à la bande ondée d'argent accompagnée de deux roseaux à massette feuillés d'or ; au franc-quartier de gueules à l'archange saint Michel contourné d'or tuant de sa lance un dragon du même armé du champ. |
| Blason de Canny-sur-Matz | Détails | La bande ondée symbolise le Matz qui arrose la commune, les roseaux évoquent le nom de la commune et saint Michel est le patron de la paroisse. Le statut officiel du blason reste à déterminer.                 |